# Slava (tradicija)
Slava (srbsko Слава, dob. 'Celebration', izgovorjava [ˈslâʋa]) je letni družinski obred in čaščenje njihovega zavetnika. Obred je značilen predvsem za pravoslavne Srbe.
Čeprav izvor ni znan, je ta stara tradicija pomemben etnični označevalec srbske identitete. Je poklon prvemu predniku družine po moški liniji, ki je bil krščen v krščanstvo, s svojim glavnim svetnikom. Družina vsako leto praznuje slavo na dan svetnika. Leta 2014 je bila vpisana na seznam nematerialne kulturne dediščine Srbije pri Unescu.
Slavski kolač, znan tudi preprosto kot kolač, je obredni kruh, ki se pogosto pripravlja med praznovanjem Slave.

## Zgodovina

### Teze o izvoru
Srbski zgodovinarji menijo, da zapise o Slavi med Srbi segajo vsaj do leta 1018. Vendar pa pravi izvor Slave ni znan. Po eni hipotezi ima Slava izvor v grškem in rimskem kultu junakov. Zagovorniki grške hipoteze opozarjajo na etimologijo, saj srbska beseda za pšenico, koljivo, nepogrešljiv del Slave, izhaja iz grškega izraza za pridelek pšenice, koliva. Zagovorniki rimske hipoteze opozarjajo na dejstvo, da slavski običaji posnemajo rimske oblike praznovanja, vključno z lomljenjem kruha in nazdravljanjem. Druga hipoteza pravi, da ima Slava izvor v srednjeveški Srbiji, povezani s svetim Savo, prvim srbskim nadškofom. Obstajajo znaki, da uvedba Slave v Srbski pravoslavni cerkvi izvira iz časa svetega Save, ki je »v svojem razumevanju in taktnem pristopu do srbske ljudske vere« »očitno našel kompromisno formulo, ki je zadovoljiva tako za pogansko tradicijo svojega ljudstva kot za zahteve teologije«. Slava je reinterpretacija srbskega poganskega obreda: prednik-zaščitnik je postal krščanski svetnik, pogosto sveti Nikolaj, pri čemer je bil poganski obred zmanjšan na številne verske elemente in pogoste slovesnosti ter postal družabni dogodek z letnim srečanjem družine in prijateljev.
V znanstveni literaturi obstaja razprava o zgodovinskem in etnološkem izvoru Slave, ki ni bila dokončana. Po mnenju nekaterih srbskih raziskovalcev je »teza o tem, kako je slava srbski etnični identifikacijski označevalec, preprosto zabloda romantičnega in domoljubnega državljanstva«.

### Sodobno
Povečana efektivna geografska mobilnost, ki jo je povzročila urbanizacija prej zelo agrarne družbe po drugi svetovni vojni, skupaj z zatiranjem srbskih pravoslavnih tradicij pod komunistično oblastjo, je nekatere vidike običaja bolj sprostila. Zlasti v drugi polovici 20. stoletja je postalo običajno videti tradicionalne patriarhalne družine, ločene z velikimi razdaljami, zato so slavo nujno občasno praznovali na več kot enem mestu člani iste družine.
Medtem ko je Slava v komunističnem obdobju ohranila nekaj priljubljenosti v ilegali, jo je postkomunistična oživitev srbskih pravoslavnih tradicij ponovno oživila. Prepoznana je kot izrazito (če ne povsem izključno) srbski običaj in danes je precej pogosto, da ga neverni kristjani ali celo ateisti praznujejo v takšni ali drugačni obliki, kot dedni družinski praznik in znak etnokulturne identifikacije.
Običaj je koristen tudi v genealoških študijah kot kazalnik sorodstvenih odnosov med družinami, kot je sledenje družine določeni regiji. »Postane hkratni označevalec nacionalnega in duhovnega sorodstva ter osrednji izraz srbske kozmologije, kjer se dialektika časovne, fizične in duhovne kontinuitete zbliža v potrjene zaznave kulturne in družbene realnosti – ki se ponavljajo vsako leto.«
Novembra 2014 je bila vpisana na seznam nematerialne kulturne dediščine Srbije pri Unescu.

## Skupine za izvajanje
Tradicija je pomemben etnični označevalec srbske identitete. Slogan: Где је слава, ту је Србин (Gde je slava, tu je Srbin, dob. »Kjer je Slava, tam je Srb«) je kot srbski nacionalni identifikator postavil Miloš Milojević po svojem potovanju na Kosovo in Metohijo v letih 1871–1877. Srbi običajno Slavo smatrajo za svoj najpomembnejši in najbolj slovesen praznik. Tradicija je zelo dobro ohranjena tudi med srbsko diasporo.
Poleg današnje Srbije Slavo pogosto praznujejo tudi etnični Srbi, ki živijo v sosednji Hrvaški, Bosni in Črni gori. Čeprav je tradicija neločljivo povezana s srbskim pravoslavnim krščanstvom, jo v manjši meri izvajajo tudi nekatere katoliške in muslimanske etnične skupine v regiji, občasno tudi Hrvati, pa tudi katoličani iz Boke Kotorske in Gorani, ki živijo na današnjem južnem Kosovu. Poleg tega lahko podobno tradicijo najdemo v zahodni Bolgariji in Severni Makedoniji ter tudi med nekaterimi Vlahi in Aromani.

## Običaji in praznik
Slava je letni družinski obred in čaščenje njihovega zavetnika. Je poklon prvemu predniku družine, ki je bil krščen v krščanstvo, s svojim svetnikom, ki je vodil praznovanje. Zavetnik družine se prenaša z očeta na sina in samo moški lahko izvajajo obrede Slave. Po poroki ženske običajno prevzamejo zavetnika svojega zakonca, čeprav ni neobičajno, da še naprej praznujejo tudi svetnika svoje domače družine (v tem primeru je sekundarni svetnik znan kot preslava). Bližnji prijatelji in družina se zberejo doma na obredni pojedini. Čeprav gre za verski obred z namenom čaščenja svetnika, je namen družine, ki stoji za praznovanjem, »dobro zdravje živih« in »splošni spomin na duše pokojnih družinskih članov«. Tudi številne srbske skupnosti (vasi, mesta, organizacije, politične stranke, ustanove, podjetja, poklici) praznujejo svojega zavetnika. Na primer, mesto Beograd praznuje Jezusa Kristusa vnebohod kot svoj zavetniški praznik.
Slavsko praznovanje vključuje vidike poganskih tradicij z minimalnim vključevanjem duhovnikov. Obredna živila, ki se pripravljajo za praznik, so slavski kolač (ali preprosto kolač), obredni kruh, in koljivo (ali žito), jed iz mlete kuhane pšenice, sladkane in včasih pomešane s sesekljanimi orehi. Sveča iz čebeljega voska, vtisnjena s podobo svetnika, je prav tako stalnica praznovanja.
Pred slavjem duhovnik, obkrožen z družinskimi člani, blagoslovi hišo. To se stori pred ikono svetnika in prižgano svečo, pri čemer duhovnik izreče molitev. Vsak prostor v hiši se nato poškropi s sveto vodo skupaj s člani družine, ki so poimenovani in jim je zaželeno dobro zdravje.
Vrh kolača krasijo krščanski križ, golob miru in drugi simboli. Kolač simbolizira Jezusovo telo, vino, s katerim se kolač je, pa njegovo kri. Župnik, bodisi doma bodisi v cerkvi, posveti kolač z vinom; nato ga gospodinja razreže na četrtine in ga obrne s prerezano stranjo navzgor. Nadaljnje ga na koščke razrežejo drugi družinski člani in najstarejši ali najpomembnejši gostje, skupno trikrat. V drugih tradicijah gostje kruh 'lomijo' skupaj, potem ko ga obredno obrnejo. Koljivo je simbol Kristusovega vstajenja (prim. »če zrno ne umre ...« v evangeliju) in se uživa v spomin na mrtve (umrle družinske člane). Trikratno zarezovanje kruha je simbolika Svete Trojice.
Preostanek pojedine je sestavljen iz obroka, katerega vsebina je odvisna od tega, ali praznovanje pade v obdobje posta ali ne. Med postom obrok ne bi vseboval živalskih proizvodov, kot so meso, mleko, jajca itd., razen rib in morskih sadežev. Zunaj postnega obdobja te omejitve ne bi veljale. Zato se pogovorno Slave imenujejo postna ali mesna. Uživajo se tudi ustrezno pripravljene sladkarije. Odraslim se postreže z alkoholom.
Najpogostejši prazniki so sv. Nikolaj (Nikoljdan, 19. december), sv. Jurij (Đurđevdan, 6. maj), sv. Janez Krstnik (Jovanjdan, 20. januar), sv. Dimitrij (Mitrovdan, 8. november), sv. Mihael (Aranđelovdan, 21. november) in sv. Sava (Savindan, 27. januar). Navedeni datumi so po gregorijanskem koledarju. Srbska pravoslavna cerkev uporablja julijanski koledar.
- Slava, pripravljena za češčenje Janeza Krstnika
- Slavski kolač, vrsta kruha, ki ima pomembno vlogo pri praznovanju Slave
- Koljivo
- Žito
- Cerkev pripravljena za praznovanje Slave, Trebinje, Republika Srbska, Bosna in Hercegovina
- Slava sveča